# میگل گالاردو والس
 میگل گالاردو والس (انگلیسی: Miguel Gallardo Valles؛ زاده ۸ ژوئیهٔ ۱۹۸۱) یک تنیس‌باز اهل مکزیک است.